# Hatsala
Hatsala est un quartier du centre-ville de Kuopio en Finlande.

## Description
Le quartier abrite entre autres le commissariat de police de Kuopio, la patinoire de Kuopio, le musée de l'église orthodoxe de Finlande, l'unité technique de l'université des sciences appliquées Savonia, l’école classique de Hatsala.

## Lieux et monuments

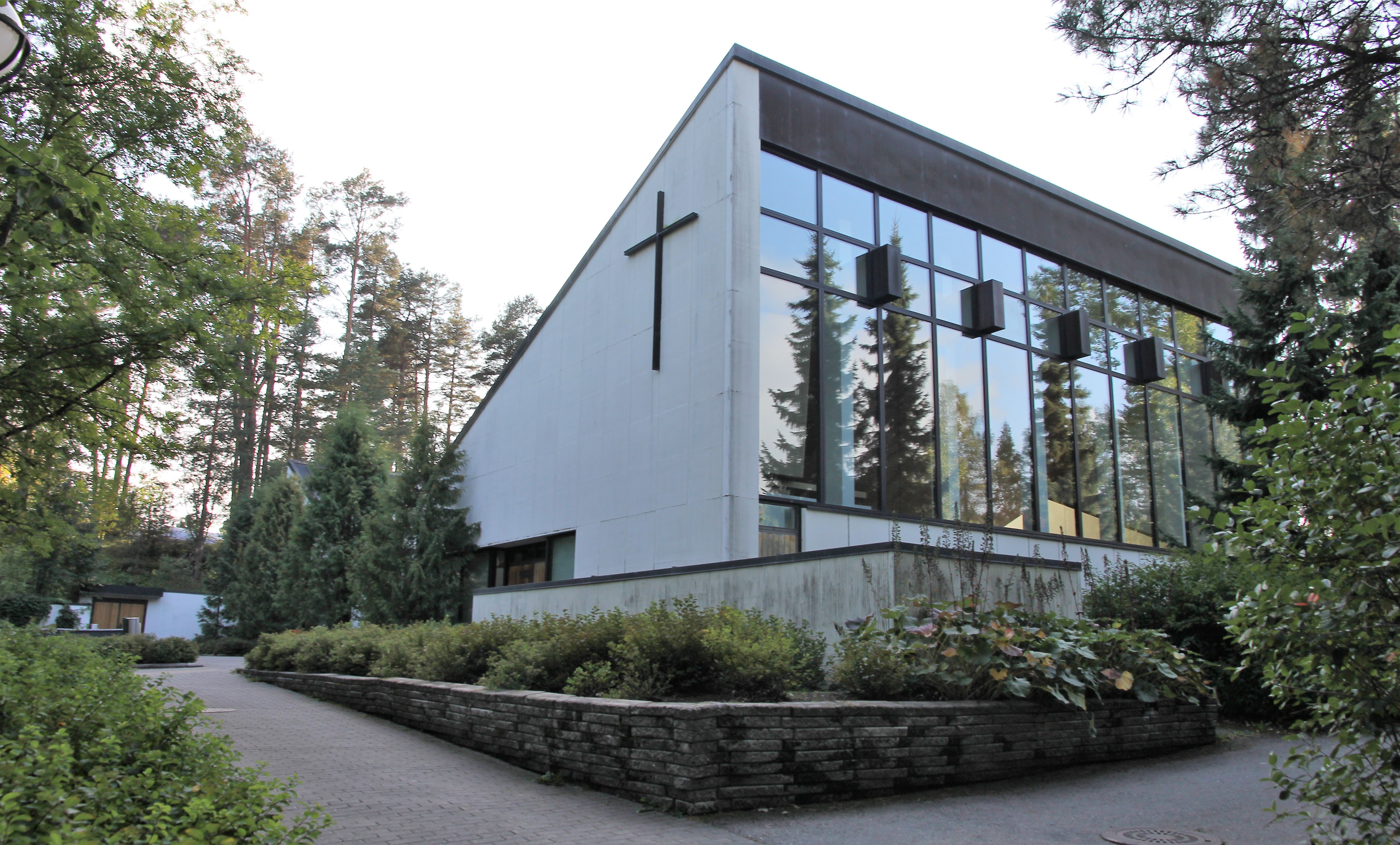
Chapelle de Saint-Marc.
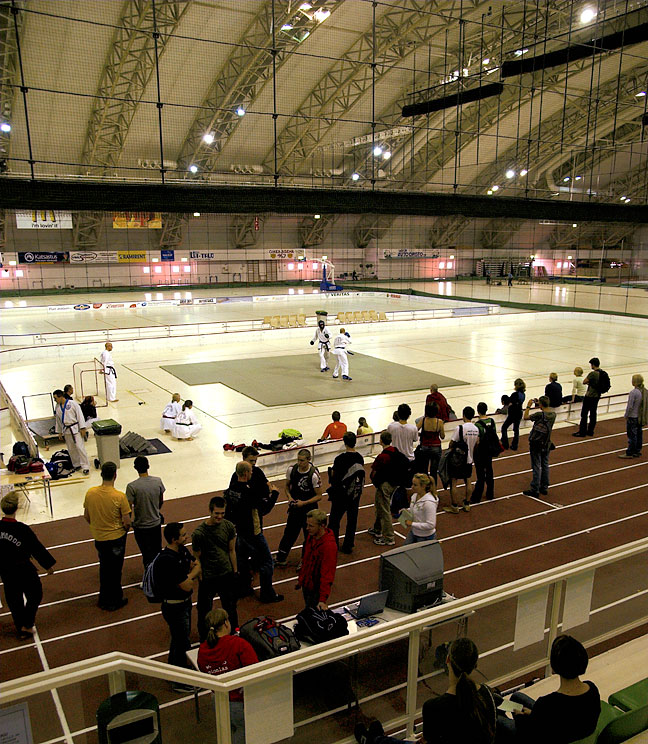
Démonstration de Taekwondo au Kuopio-halli.
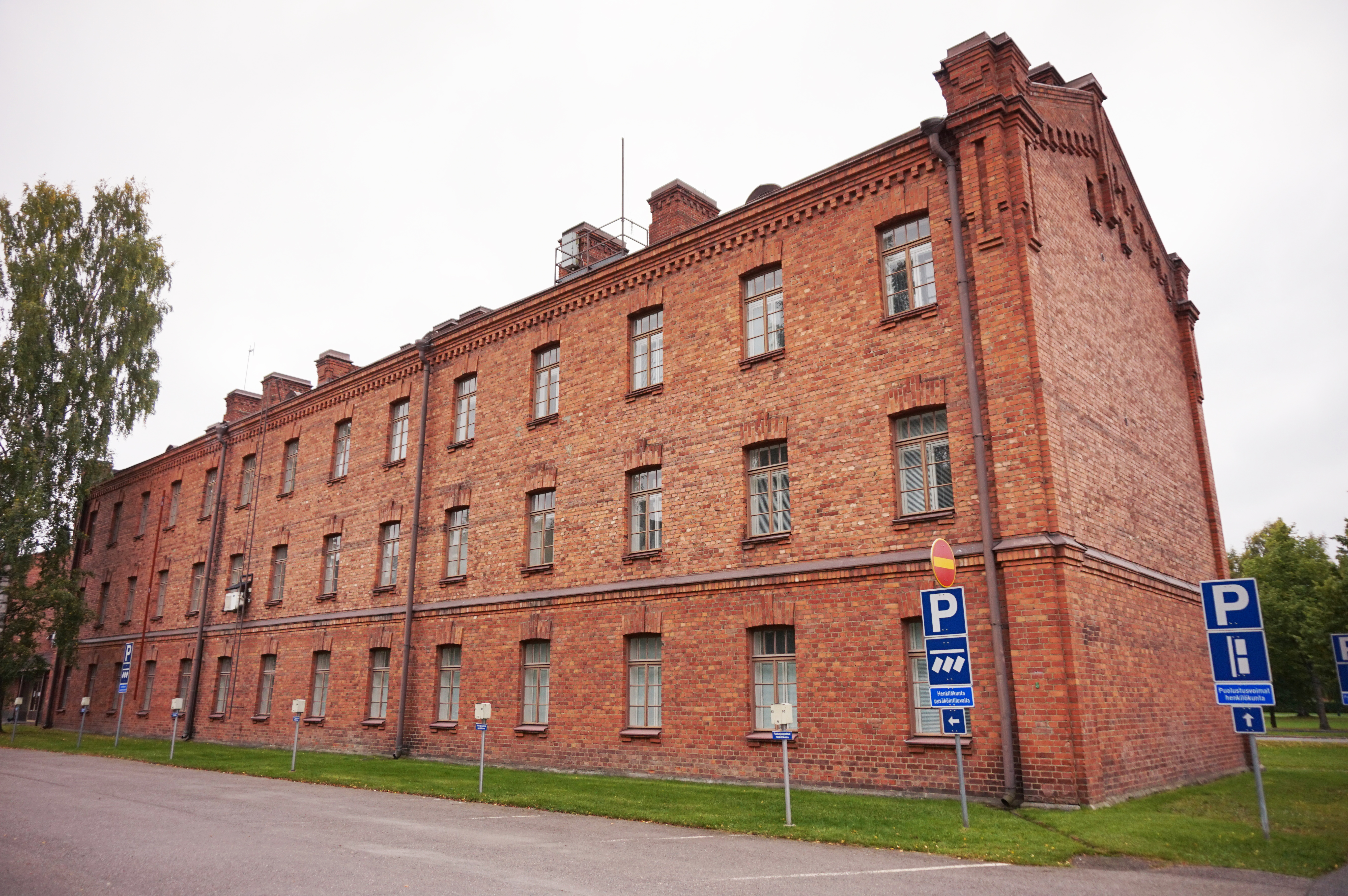
Zone des casernes.
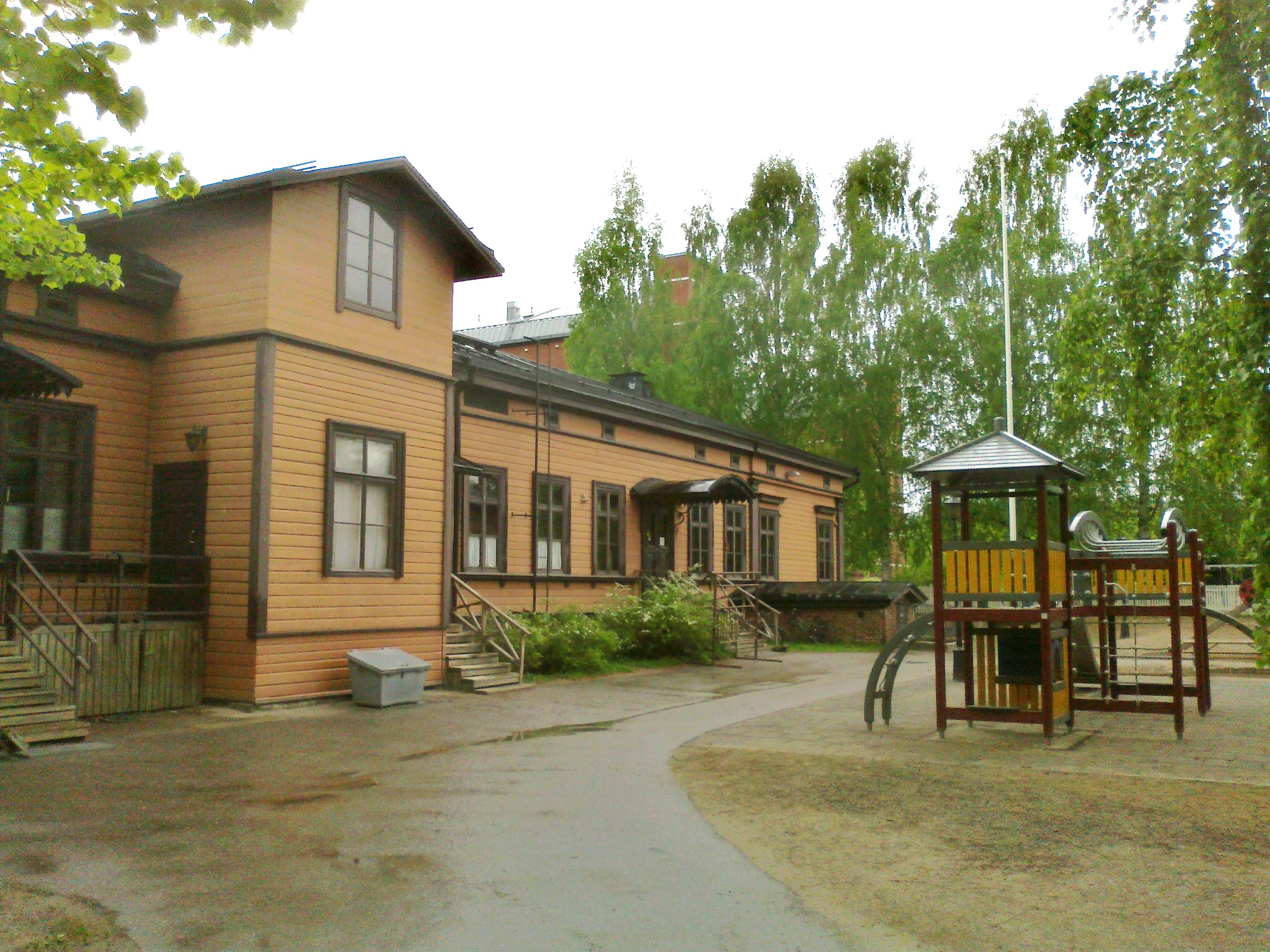
Crèche dans un ancien bâtiment de August Boman .